# Colobostruma cerornata
Colobostruma cerornata é uma espécie de formiga do gênero Colobostruma, pertencente à subfamília Myrmicinae.